# Jessika van Leeuwen
Jessika van Leuuwen (ur. 10 września 1981) – holenderska polityk i menedżer, posłanka do Parlamentu Europejskiego X kadencji.

## Życiorys
W wieku dwunastu lat przeprowadziła się z rodziną do Dalfsen. Kształciła się w zakresie nauk o zwierzętach na University of Florida i Universidad Nacional de La Plata, odbyła także kurs weterynaryjny na Narodowym Uniwersytecie Autonomicznym Meksyku. Pracowała za granicą i w Holandii na stanowiskach kierowniczych, m.in. w koncernie produkującym paszę dla trzody chlewnej. W 2011 uzyskała doktorat na uczelni Wageningen University & Research, w pracy badawczej zajmowała się fizjologią, rozrodem i żywieniem bydła mlecznego oraz świń. Powróciła także do Dalfsen, gdzie zamieszkała z rodziną.
Zaangażowała się w działalność polityczną w ramach BoerBurgerBeweging. Z nominacji BBB w latach 2023–2024 zasiadała w radzie dyrektorów Drents Overijsselse Delta, regionalnej instytucji zajmującej się gospodarką wodną. Otrzymała drugie miejsce na liście tego ugrupowania w wyborach europejskich w 2024; w wyniku głosowania uzyskała mandat deputowanej do PE X kadencji.
Mężatka, ma czworo dzieci.